# Josh Henderson
Joshua Baret Henderson ou apenas Josh Henderson (Dallas, Texas, 25 de outubro de 1981) é um ator e cantor norte-americano. 
Participou do filme Step Up no papel de Brett Dolan, até certo ponto, namorado de Nora Clark (Jenna Dewan) e tendo participações no álbum de Ashley Tisdale (There's Something About Ashley) dando mais destaque no videoclipe (He Said, She Said) como um cara em que Ashley se apaixona na balada, dando continualidade em seu próximo videoclipe. Integrou recentemente o elenco principal da série Dallas como John Ross, filho do mítico vilão dos anos '80 J.R. Ewing da série clássica de mesmo nome.

## Biografia
Filho de Sharon Lea Henderson e Mark Anthony Gray. Por causa da condição de olho conhecido como heterocromia, tem um olho azul e um verde. Cresceu em Tulsa, Oklahoma, onde completou seus estudos em Tulsa Memorial Senior High School e então retornou para Dallas e, posteriormente, ganhou um concurso de talentos para o reality show WB, Pop Stars sendo um dos 6 vencedores para formar a banda Scene 23. 
Ele também é conhecido pelo namoro com a cantora pop Ashlee Simpson. O casal terminou seu relacionamento no final de 2003 após dois anos de namoro; sua dissolução foi destaque no primeiro episódio do The Ashlee Simpson Show. Em 2007, ele passou a namorar com a modelo, cantora e socialite Paris Hilton.

## Carreira
Esteve no show One on One (2001) por várias temporadas, e apareceu no programa da ABC "8 Simple Rules... for Dating My Teenage Daughter" (2002). Apareceu também no programa FX aclamado pela crítica Over There de (2005) como Bo Rider, um soldado que acabou perdendo uma perna na guerra que acabou incidindo sobre a guerra no Iraque e como afeta os soldados e suas famílias, ganhando um Awards como Melhor Música e Melhor Dramaturgia. Teve uma aparição em The Girl Next Door (2004) e em Yours, Mine and Ours (2005). Em 2008, 2009 e 2010 teve destaque nos filmes April Foo'ls Day, The Jerk Theory e nos seriados de grande audiência, 90210 e CSI, no papel do psicopata Calvin Crook, que acaba matando seu técnico de futebol americano.
Na edição 2007 do Teen Choice Awards, Josh disse para o site Just Jared que ele vem trabalhando em um álbum solo de três anos, mas ainda não teve tempo para se dedicar completamente à música. Em 2010 foi convidado para participar da música Super Model do cantor V Sevani, dando inspiração para que Josh Henderson, fizesse mais 5 músicas, entre elas: Tonight, Let It Go, DejaVu, Wanted numa versão mais calma e acústica e a famosa música de sua época no grupo Scene 23,  I Really Don't Think So.

## Atualidades
Participou no elenco principal da continuação da clássica série Dallas, que durou 14 temporadas (1978-1991) e fez história na TV americana. Josh teve um dos papéis mais proeminentes da série, fazendo de John Ross Ewing, filho de J.R. Ewing (Larry Hagman) e Sue Ellen (Linda Gray). A continuação da série é baseada na rivalidade entre ele e o seu primo Christopher (Jesse Metcalfe), filho de Bobby (Patrick Duffy), irmão de J.R. e de Pamela Ewing (Victoria Principal).

## Filmografia
| Ano       | Título                                        | Papel           | Notas                       |
| --------- | --------------------------------------------- | --------------- | --------------------------- |
| 2001      | Popstars: USA                                 | Ele mesmo       | Scene 23                    |
| 2002      | Maybe It's Me                                 | Jackson         | "The Ricks In Love Episode" |
| 2002      | Do Over                                       | Jake            | "Halloween Kiss"            |
| 2002      | One on One                                    | Josh            | 11 Episódios; 2002–2003     |
| 2003      | Newton                                        | Eli             |                             |
| 2003      | Leeches!                                      | Newton          |                             |
| 2003      | She Spies                                     | Raine           | "Raine of Terror"           |
| 2004      | The Girl Next Door                            | Pep Rally Jock  |                             |
| 2004      | The Ashlee Simpson Show                       | Ele mesmo       |                             |
| 2004      | North Shore                                   | Derek           | "Tessa"                     |
| 2005      | 8 Simple Rules for Dating My Teenage Daughter | Tyler           | "Out of the Box"            |
| 2005      | Rodney                                        | Wes             | "Talent Show"               |
| 2005      | Over There                                    | Pfc. Bo Rider   | 13 episodes, 2005           |
| 2005      | Yours, Mine and Ours                          | Nick De Pietro  |                             |
| 2006      | Broken Bridges                                | Wyatt           |                             |
| 2006      | Step Up                                       | Brett Dolan     |                             |
| 2006      | Desperate Housewives                          | Austin McCann   | 17 episodes; 2006–2007      |
| 2006      | Fingerprints                                  | Penn            |                             |
| 2008      | April Fool's Day                              | Blaine Cartier  |                             |
| 2008      | The Jerk Theory (Tudo para Ficar com Ela)     | Adam Dynes      |                             |
| 2008      | 90210                                         | Sean Cavanaugh  | 3 episodes; 2008–2009       |
| 2009      | CSI Bloodsport                                | Calvin Crook    |                             |
| 2010      | Betwixt                                       |                 |                             |
| 2011      | Rushlights                                    | Billy Brody     |                             |
| 2012-2014 | Dallas                                        | John Ross Ewing | Elenco principal            |

### Músicas e Vídeos
- Ashley Tisdale - "He Said She Said" (2007) Music Video
- Ashley Tisdale - "Suddenly" (2008) Music Video
- Ashley Tisdale - "Not Like That" (2007) Music Video
- Scene 23 - "I Really Don't Think So" (2002) Music Video

### Músicas que estão no MySpace
1. In My Head
2. The Jerk Song
3. God Made You Beautiful
4. Tell Me What to Do
5. Hello, Can You Hear Me?
6. What's Your Name?
7. Say Goodnight
8. Sweet Innocence
9. Tell Me It's Okay
10. Molly
11. A Song for Erika
12. God Made You Beautiful [Live]
13. 3: 35 Seconds of Silence
14. Goodbye
15. Alright With You
16. DeJaVu
17. Tonight
18. Let It Go
19. Wanted (Nova Versão)
20. Super Model feat. V Sevani